# Mario Lupo (partigiano)
Mario Lupo (... – 30 marzo 1944) è stato un militare e partigiano italiano.

## Biografia
Di Mario Lupo non si conoscono le generalità, malgrado nome e ruolo di comandante partigiano siano ricorrenti nelle memorie di Alfredo Filipponi, comandante e commissario politico della Brigata Garibaldina "Antonio Gramsci". Ulteriori dati, emersi durante il processo istruito nel 1949 dal Tribunale di Terni contro alcuni membri della "Gramsci", descrivono Lupo originario dell'Emilia e ufficiale dei Lancieri di Montebello, storico reparto di cavalleria scioltosi il 16 settembre 1943 in seguito alla sconfitta dei reparti italiani a Porta San Paolo (10 settembre) e all'occupazione germanica della Capitale. Considerato che già dal 9 settembre 1943 i militari sopravvissuti allo sbandamento e alla cattura per mano tedesca erano passati in clandestinità, è plausibile che Lupo abbia raggiunto il reatino con i superstiti del suo reparto per congiungersi o per porsi agli ordini della formazione di patrioti comandata da Vincenzo Toschi, colonnello dei Carabinieri e ufficiale del Servizio Informazioni Militare, che si muove fra le province di Roma, Viterbo e Rieti. Ipotesi supportata dal fatto che, prima del gennaio-febbraio 1944, le uniche formazioni di patrioti attive in centro Italia fossero quelle legate al Fronte Militare Clandestino e le Bande ribelli locali partigiane.

## Presunta morte e memoria
In base alle informazioni fornite dal suddetto diario di Filipponi e dalle testimonianze processuali, di Mario Lupo non si hanno più notizie a partire dal 30 marzo 1944. Le cause e il luogo della morte sono ignote, malgrado il militare e partigiano Lupo comandasse una banda particolarmente agguerrita, distaccata a Cepparo frazione di Rivodutri, il Battaglione "Paolo Calcagnetti" della Brigata Garibaldi "Antonio Gramsci". Agguerrita perché è la sua unità ad attaccare, il 10 marzo 1944, le forze fasciste dell'Esercito Nazionale Repubblicano e della Guardia Nazionale Repubblicana mentre svolge attività anti-partigiana a Poggio Bustone, uccidendo il Questore di Terni Bruno Pennaria, caduto insieme al vice commissario Gustavo Trotta e alle guardie di pubblica sicurezza Sante Berton, Nicola Dell’Aquila e Umberto Ferretti. Un'azione significativa, dunque, nonché una delle prime e più importanti della Resistenza in Umbria e nel Lazio settentrionale il cui protagonista è proprio Lupo che ancora, il 25 successivo, si impadronisce di un deposito d'armi della GNR. Va da sé che l'improvvisa scomparsa di una così nota figura avrebbe dovuto suscitare, nei compagni della Brigata, un qualche interrogativo. Invece da quella data il comando della Brigata Garibaldi "Antonio Gramsci" pone a capo del Battaglione "Paolo Calcagnetti" un proprio uomo, Emo Battisti originario di Poggio Bustone, senza mai più fare riferimento a Lupo e alla sua vicenda tanto che il nome del partigiano (ammesso fosse il suo vero nome) neanche compare nella documentazione e nella bibliografia successive al giorno della scomparsa. Tuttavia è proprio il comandante della Brigata Garibaldi "Antonio Gramsci" Filipponi a sollevare l'ipotesi della morte, scrivendolo nel suo diario in data 6 aprile 1944. In un notiziario datato 25 maggio e dedicato alle attività delle bande nell'Umbria meridionale, la Guardia Nazionale Repubblicana segnala un "Lupo" a capo di gruppo operanti in zona Buonacquisto, frazione del Comune di Arrone, ma non essendovi ulteriori dati è difficile sostenere si tratti dello stesso "Lupo" che combatteva a Cepparo di Rivodutri.
Nel dopoguerra, nell'ambito dei succitati processi, è emerso che il partigiano avrebbe lasciato la "Gramsci" per divergenze sul trattamento da riservare a presunte spie; uno dei teste riferisce invece che sia stato assassinato per dissapori con i garibaldini. Ipotesi e supposizioni che non hanno permesso di ricostruire il contesto nel quale sia avvenuta la presunta morte, né in generale quale sia stata la fine del capo di una delle prime e più operative bande partigiane della Resistenza nell'Italia centrale.